# Azvi
Grupo de Empresas Azvi, S.L., más conocido como Azvi o Grupo Azvi, es un grupo empresarial español con sede social en Sevilla. Su actividad está centrada principalmente en la construcción de infraestructuras y obras públicas, aunque también tiene una importante presencia en el ámbito ferroviario. En la actualidad el área de operaciones del grupo Azvi se extiende por varios países de Europa, Hispanoamérica y Oriente Medio.

## Historia
Comienza su actividad cuando en 1901 Francisco Graciani Martín se adjudicó la construcción de la estación de San Bernardo en Sevilla. Su nieto Manuel Contreras Graciani, hijo de Guadalupe Graciani Varela, continua el negocio familiar y funda en 1925 la empresa que lleva su nombre, y que, tras su fallecimiento en 1963, pasó a manos de su viuda, Josefa Ramos de la Orden, cambiando su denominación a «Viuda de Manuel Contreras Graciani S.A.», adoptando en 1988 la denominación de «Azvi». La compañía participó en la construcción de la línea de alta velocidad Madrid-Sevilla, la primera infraestructura de este tipo que realizó en España. En octubre de 2001 se reorganizó el negocio, estableciéndose un grupo de empresas.
En 2008 inició su actividad como operador ferroviario privado a través de una empresa filial creada para tal fin, Tracción Rail.

## Estructura
En octubre de 2001 crea el holding para su grupo de empresas que se estructura actualmente en seis áreas de negocio:

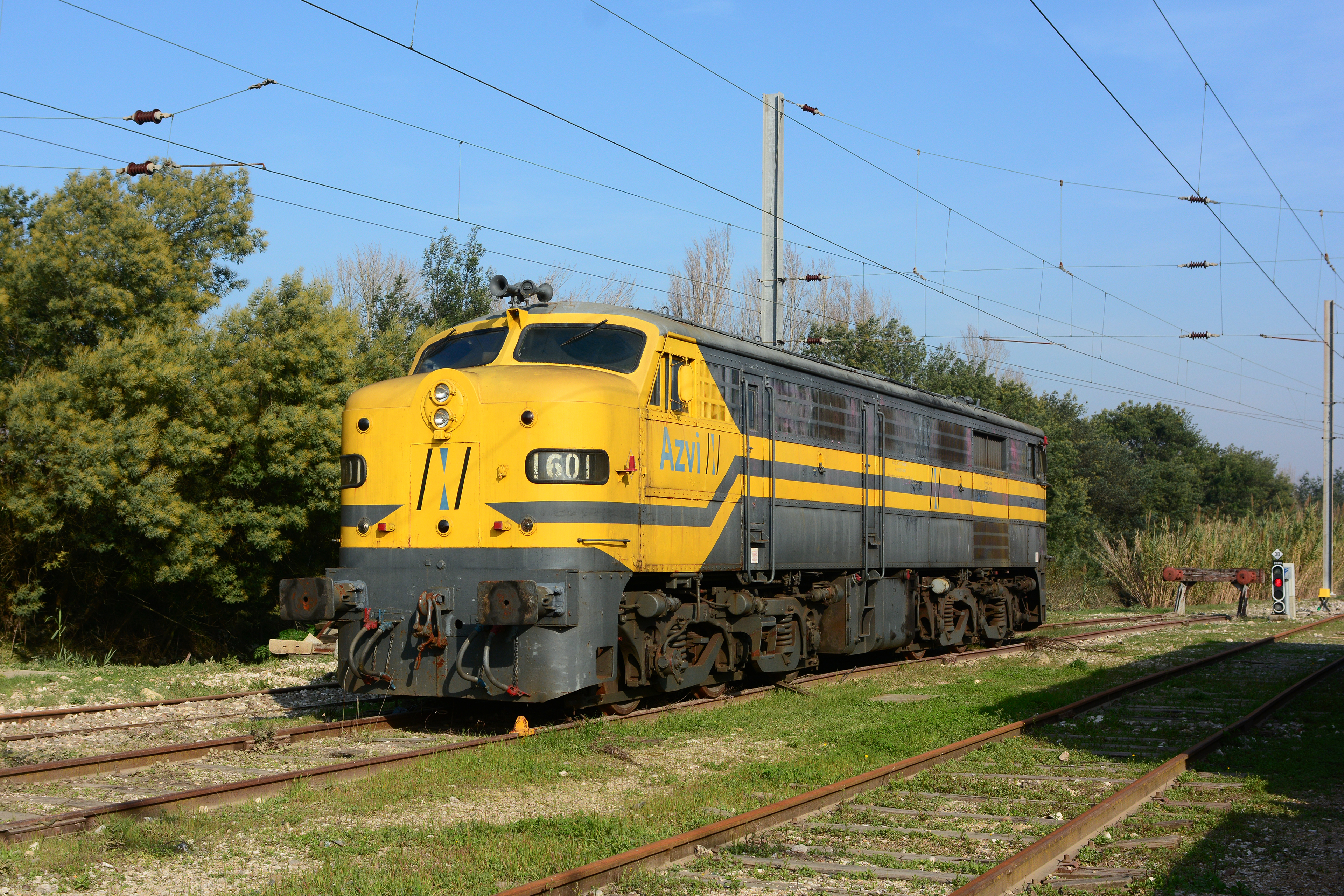
Locomotora diésel n.º 1601, de la antigua serie 316 de RENFE.

- Construcción
  - Azvi
- Concesiones
  - Cointer Concesiones
- Servicios urbanos y medio ambiente
  - Azsuma

- Transporte ferroviario
  - Tracción Rail
  - PorTren

- Mantenimiento ferroviario
  - Manfevias

- Electrificación ferroviaria
  - Ispalvia